# Potamos tou Kampou
Potamos tou Kampou (in greco Πoταμός του Κάμπου?; in turco Yedidalga) è un piccolo villaggio di Cipro, a ovest di Karavostasi. Esso è situato de iure nel distretto di Nicosia di Cipro, e de facto nel distretto di Lefke di Cipro del Nord.
Nel 2011 Potamos tou Kampou aveva 669 abitanti.

## Geografia fisica
Potamos tou Kampou si trova nella regione della Tillyria, vicino alla baia di Morphou, alla periferia occidentale di Xeros, immediatamente a ovest delle rovine di Soli.

## Origini del nome
In greco Potamos tou Kampou significa "fiume del campo". I turco-ciprioti lo chiamavano Kambo Deresi, che significa "fiume di Kambo". Fino al 1960 non è stato considerato un insediamento separato.  Secondo Goodwin nessuno viveva qui prima del 1920. Nel 1975, i turco-ciprioti cambiarono il nome in Yedidalga, che significa "sette onde".

## Società

### Evoluzione demografica
Fino al 1960, il villaggio non era elencato come un'entità separata, quindi è molto difficile determinare la popolazione effettiva. Tuttavia, è sempre stato abitato esclusivamente da greco-ciprioti. Il censimento del 1960 stimava la popolazione a 461 persone. La maggior parte degli abitanti del villaggio negli anni '70 erano immigrati recenti nella regione che lavoravano a Xeros per la Cyprus Mine Corporation.
Nell'agosto 1974, tutti i greco-ciprioti del villaggio fuggirono dall'esercito turco che avanzava. Attualmente, come la maggior parte dei greco-ciprioti sfollati, quelli di Potamos tou Kampou sono sparsi nel Sud dell'isola, con concentrazioni nelle città. Il numero dei greco-ciprioti di Potamos tou Kampou sfollati nel 1974 era di circa 1 020 (1 010 nel censimento del 1973). È importante notare che la maggior parte erano famiglie di minatori che lavoravano nelle miniere vicine.
Attualmente il villaggio è abitato principalmente da turco-ciprioti sfollati da Vroshia/Yağmuralan, Ammadies/Günebakan e villaggi vicini. Il censimento turco-cipriota del 2006 ha fissato la popolazione del villaggio a 775 persone.